# 簗場站
簗場站（日语：／ Yanaba eki */?）是位於長野縣大町市平中綱20329號，東日本旅客鐵道（JR東日本）的大糸線車站。車站編號是18。

## 歷史
- 1929年（昭和4年）9月25日：國鐵大糸南線信濃大町站至此站之間開通，此站啟用[2]。為旅客和貨物車站。
- 1930年（昭和5年）10月25日：大糸南線此站至神城站之間開通[2]。
- 1957年（昭和32年）8月15日：中土站至小瀧站之間開通，全線開通並改名為大糸線[2]。
- 1959年（昭和34年）7月17日：信濃大町站至信濃四谷站（現時：白馬站）之間電氣化[4]。
- 1987年（昭和62年）4月1日：伴隨國鐵分割民營化，車站由東日本旅客鐵道（JR東日本）營運[5][6]。
- 2014年（平成26年）
  - 11月22日：發生長野縣神城斷層地震，信濃大町站至糸魚川站之間暫停運行[新聞 1]。
  - 11月25日：信濃大町站至白馬站之間重開[新聞 2]。

## 車站構造
車站是一座地面車站，設有2面2線相對式月台，可進行列車交會。兩月台之間設有跨線橋連接。此站設有留置線。
此站是無人車站。在2004年12月，車站大樓被撤走，同時設置了候車室。

### 月台
| 月台 | 路線    | 上下行 | 方向               |
| ---- | ------- | ------ | ------------------ |
| 1    | ■大糸線 | 下行   | 南小谷、糸魚川方向 |
| 2    | ■大糸線 | 上行   | 信濃大町、松本方向 |

參考

## 使用狀況
根據「長野縣統計書」，以下為1日平均乘車人次資料：
- 2007年度 - 32人[1]
- 2009年度 - 21人[1]
- 2010年度 - 24人[9]
- 2011年度 - 23人[3]

## 車站周邊
車站周邊設有民宿。
- 中綱湖（日语：中綱湖） - 仁科三湖（日语：仁科三湖）之一[1]。
- 國道148號（日语：国道148号）
- 鹿島槍滑雪場（日语：鹿島槍スキー場）[7]

## 相鄰車站
東日本旅客鐵道（JR東日本）
■大糸線
快速
信濃大町（23）－（部分停信濃木崎（21）））－簗場（18）－神城（15）
普通
海之口（19）－簗場（18）－*簗場滑雪場前（17）－南神城（16）
*刪除線代表廢站

## 注腳

### 報道發表資料
1. 1 2   (PDF) (新闻稿). 東日本旅客鉄道長野支社. 2016-12-07  [2016-12-08]. （原始内容 (PDF)存档于2016-12-08） （日语）.

### 新聞
1. ↑  “41人けが、全壊34棟 長野北部地震、余震70回に”. 中日新聞 (中日新聞社). (2014年11月24日)
2. ↑  “長靴姿で登校、大糸線が一部再開 県神城断層地震”. 中日新聞 (中日新聞社). (2014年11月26日)

## 外部連結
- 車站資訊（簗場）：東日本旅客鐵道（日語）